# سوق الحصر
سوق الحصر أحد أسواق الواقعة داخل أسوار البلدة القديمة لمدينة القدس، بالقرب من سوق البازار. سمي بهذا الاسم لكثرة بائعي الحصر والسجاد، حيث كان مرتعاً لتجار الحصر والسجاد.